# Celina (keresztnév)
A Celina női név angol eredetű, ami feltehetően a francia Céline névből ered, de lehet a Marcellina rövidülése is.

## Rokon nevek
Celeszta, Celesztina, Szelina, Zelina, Zeline, Zelinke, Szeléna, Marcella, Marcellina

## Gyakorisága
Az újszülötteknek adott nevek körében az 1990-es években szórványosan fordult elő. A 2000-es és a 2010-es években sem szerepelt a 100 leggyakrabban adott női név között.
A teljes népességre vonatkozóan a Celina sem a 2000-es, sem a 2010-es években nem szerepelt a 100 leggyakrabban viselt női név között.

## Névnapok
július 17., október 11., október 21.

## Híres Celinák
- Céline Dion kanadai énekesnő
- Vangel Celina programozó és videó editor